# Marian Smoluchowski
Marian Smoluchowski   (Viena, Mödling i Vorderbrühl, 28 de maig de 1872 - Cracòvia, 5 de setembre de 1917) va ser un físic, estadístic i matemàtic polonès.

## Vida i obra
Smoluchowski va créixer i va ser educat a Viena, ciutat en què el seu pare, un advocat polonès, era cap de la secció polonesa de la cancelleria de l'emperador Francesc Josep I d'Àustria. Després de obtenir el doctorat a la universitat de Viena el 1894, va estar uns anys ampliant estudis a París i Anglaterra. El 1898, en retornar a Viena, va ser professor ajudant a la universitat i, l'any següent, amb només vint-i-sis anys, va ser nomenat professor de la universitat de Lwów (avui Lviv, Ucraïna). A partir de 1903, va ser catedràtic de física matemàtica d'aquesta universitat.
El 1913 va ser nomenat catedràtic de física experimental de la universitat Jagellònica de Cracòvia, ciutat en què va morir pocs anys després a causa d'una disenteria contreta durant l'època de la gran fam provocada per la primera guerra mundial.
Les aportacions de Smoluchowski ala física i les matemàtiques van ser nombroses, especialment en el camp del moviment brownià, dels processos estocàstics i altres problemes relacionats.
Smoluchowski també va ser un destacat alpinista, membre de la societat alpina d'Àustria.